# John van den Berk
John van den Berk   (Oss, 11 d'agost de 1967) és un ex-pilot de motocròs neerlandès, Campió del Món en 125cc i en 250cc. Va ser el primer pilot a aconseguir dos títols consecutius en dues cilindrades diferents.
Van den Berk heretà l'afecció al motociclisme del seu pare. A l'edat de nou anys debutà a la categoria dels 50cc. Va ser l'inici d'una carrera que el duria al cap d'uns anys a dalt de tot: el 1984 va guanyar la Coupe des Nations amb l'equip estatal i el 1987 guanyà el seu primer Campionat del Món en 125cc, pilotant la Yamaha. L'any següent passà a la categoria de 250cc i tornà a guanyar el Campionat, també amb Yamaha. El 1992 va patir una lesió de genoll i després de la temporada de 1995 va posar fi a la seva carrera.
Durant la dècada del 2010, Van den Berk va ser l'entrenador en cap de la KNMV (Reial Federació Motociclista Neerlandesa), activitat que complementava amb l'organització de cursets d'entrenament per Europa. A data del 2022, seguia organitzant aquests cursets i formant futurs pilots des de la seva acadèmia JB Pro MX Training.

## Palmarès internacional
| Any          | Motocicleta  | Campionat del Món | Campionat del Món | Campionat del Món | Coupe |
| Any          | Motocicleta  | 500cc             | 250cc             | 125cc             | Coupe |
| ------------ | ------------ | ----------------- | ----------------- | ----------------- | ----- |
| 1984         | Yamaha       | -                 | -                 | 13è               | 1r    |
| 1985         | Yamaha       | -                 | -                 | 5è                |       |
| 1986         | Yamaha       | -                 | -                 | 2n                |       |
| 1987         | Yamaha       | -                 | -                 | 1r                |       |
| 1988         | Yamaha       | -                 | 1r                | -                 |       |
| 1989         | Yamaha       | -                 | 3r                | -                 |       |
| 1990         | Yamaha       | -                 | 3r                | -                 |       |
| 1991         | Suzuki       | -                 | 16è               | -                 |       |
| 1992         | Suzuki       | -                 | -                 | 9è                |       |
| 1993         | Honda        | -                 | -                 | 10è               |       |
| 1994         | Suzuki       | -                 | -                 | 14è               |       |
| 1995         | Honda        | 11è               | -                 | -                 |       |
| Total títols | Total títols | 0                 | 1                 | 1                 | 1     |
|              |              | 2 mundials        |                   |                   |       |

1. ↑  La classificació consignada a Coupe fa referència a la posició final obtinguda per l'equip estatal